# 1955 في الأردن
تسرد المقالة الأحداث التي حدثت خلال عام 1955 في الأردن.

## شاغلي المناصب
- الملك: الحسين
- رئيس الوزراء:
  - حتى 30 أيار / مايو: توفيق أبو الهدى
  - من 30 أيار / مايو حتى 15 كانون الأول / ديسمبر: سعيد المفتي
  - من 15 كانون الأول / ديسمبر - 21 كانون الأول / ديسمبر: هزاع المجالي
  - من 21 كانون الأول / ديسمبر: إبراهيم هاشم